# Svatá Lucie (osoba)
Svatá Lucie (284(?), Syrakusy – 304) je jedna z katolických a pravoslavných svatých. Uctívají ji (jako jediného svatého) i luteránští Švédi a Norové. Je patronkou slepých a pomocnicí při očních nemocech. V katolické církvi je oslavovaná 13. prosince. Pocházela z dobře situované rodiny, ale rozdala svůj majetek i plánované věno chudým. Byla udána jako křesťanka, za což musela podstoupit mučednickou smrt. Úcty se jí prokazatelně dostává od 5. století. Její poselství shrnuje výrok „Ti, kdo žijí cudný život, jsou chrámem Ducha svatého.“

## Život sv. Lucie
Sv. Lucie je podle tradice připomínána od 5. století jako panna a mučednice. Je patronkou Sicilských Syrakus. V době velkého pronásledování křesťanů se nebála odmítnout ruku pohanského aristokrata. Místo něho chtěla zachovat mravní čistotu po svém rozhodnutí pro Ducha svatého. Byla proto pohnána před místní úřady v Syrakusách na Sicílii.
Od správce města se dozvěděla, že její nápadník na ní nejvíce miluje oči. Proto si je vyloupla a podala je správci se žádostí, aby je tedy šlechtici předal. Do druhého dne se jí však zázrakem opět vrátil zrak – Panna Maria ji obdařila ještě krásnějšíma očima.
Když pobouřený správce zjistil, že je prostoupena Duchem svatým, rozhodl se ji nechat zneuctít. Rozkázal, aby byla poslána do nevěstince. Bláhově si totiž myslel, že ji tak Duch svatý opustí. Přišli vojáci, aby Lucii odvedli. Nedokázali s ní však pohnout. Stejně tak neúspěšný byl i pár volů. Zlomit její vůli nedokázala ani žhavá pryskyřice, kterou jí lili na kůži. Než jí nakonec prokláli krk mečem, předpověděla pád císaře Diokleciána a povolení křesťanské víry. Dioklecián do roka padl a o devět let později císař Konstantin I. Veliký povolil křesťanství.
Později byla sv. Lucie prohlášena patronkou města Syrakus. Přesně tak, jak jí ve snu pro Luciinu velkou víru předpověděla sv. Agáta.

## Ostatky
Ostatky svaté Lucie byly nejprve přeneseny do Konstantinopole a odtud v roce 1204 do Benátek. Zde byly pohřbeny v kostele sv. Lucie. V roce 1861 byl chrám zbořen, aby uvolnil místo pro stavbu benátského hlavního nádraží. To nese dodnes její jméno – Stazione di Venezia Santa Lucia. Relikvie byly proto přeneseny do blízkého kostela San Geremia. V roce 1955 nechal tehdejší patriarcha benátský Angelo Roncalli, pozdější papež sv. Jan XXIII. obličej světice pokrýt stříbrnou maskou. Při pohledu od Canal Grande lze na kostele číst italský nápis: Lucia Vergine di Syracusa in questo tempio riposa. All' Italia e al Mondo ispiri luce e pace. (V tomto chrámu spočívá panna Lucie Syrakuská. Nechť přinese Itálii a světu světlo a mír.)

## Ikonografie
Sv. Lucie bývá – na připomenutí událostí jimiž vyvrcholil její pozemský život – zobrazována s vlastníma očima na talíři a s palmovým listem jako znakem mučednictví. Často bývá přidán také meč, kterým jí byl proklát krk, provaz, kterým byla svázána, a volové, kteří jí měli pohnout z místa. Někdy bývá vyobrazena ve společnosti sv. Agáty, sv. Anežky Římské, sv. Barbory, sv. Tekly a sv. Kateřiny Alexandrijské – mladých dívek neohroženě vzdorujících nebezpečí smrti ze strany pronásledovatelů víry.